# Solenostemon scutellarioides
Solenostemon scutellarioides, conhecido pelo nome comum de cóleus ou coleus, é uma espécie de planta perene ornamental da família das lamiáceas originária do Sudeste Asiático (Java e Malásia), é conhecido também como cóleo e coração-magoado. O nome popular na Galiza é portuguesa, devido às cores das folhas, que lembram a bandeira de Portugal. 

## Descrição
Ele originou-se da hibridização entre espécies do gênero Solenostemon, como S. laciniatus e S. bicolor. Suas folhas podem apresentar diversas cores e combinações principalmente verde, roxo e amarelo. É interessante observar que as cores das folhas podem formar "degradê" (contraste brusco). As flores azuladas surgem em inflorescências do tipo espiga, acima da folhagem, em qualquer época do ano e têm importância ornamental secundária.
O cóleus são muito fáceis de se propagar por meio de estacas, podendo atingir em torno de 40 a 90 cm de altura. Ele gosta de sombra parcial, mas pode ficar um pouco de luz solar direta, pois é intolerante ao frio.

## História
Cerca de 1700, a planta foi importada para a Sierra Mazateca, Oaxaca de Juárez, onde para os mazatecas serviram como um substituto em lugar de Salvia divinorum em rituais xamânicos, pois essa planta tem propriedades psicoativas, e passou a chamá-la de El niño ("o menino") e El ahijado ("o afilhado") .

## Sinonímia (taxonomia)
- Coleus blumei Benth.
- Coleus hybridus hort. ex Voss
- Coleus pumilus Blanco
- Coleus scutellarioides (L.) Benth.
- Coleus verschaffeltii Lem.
- Ocimum scutellarioides L.
- Plectranthus scutellarioides (L.) R.Br.
- Solenostemon blumei (Benth.) M.Gómez

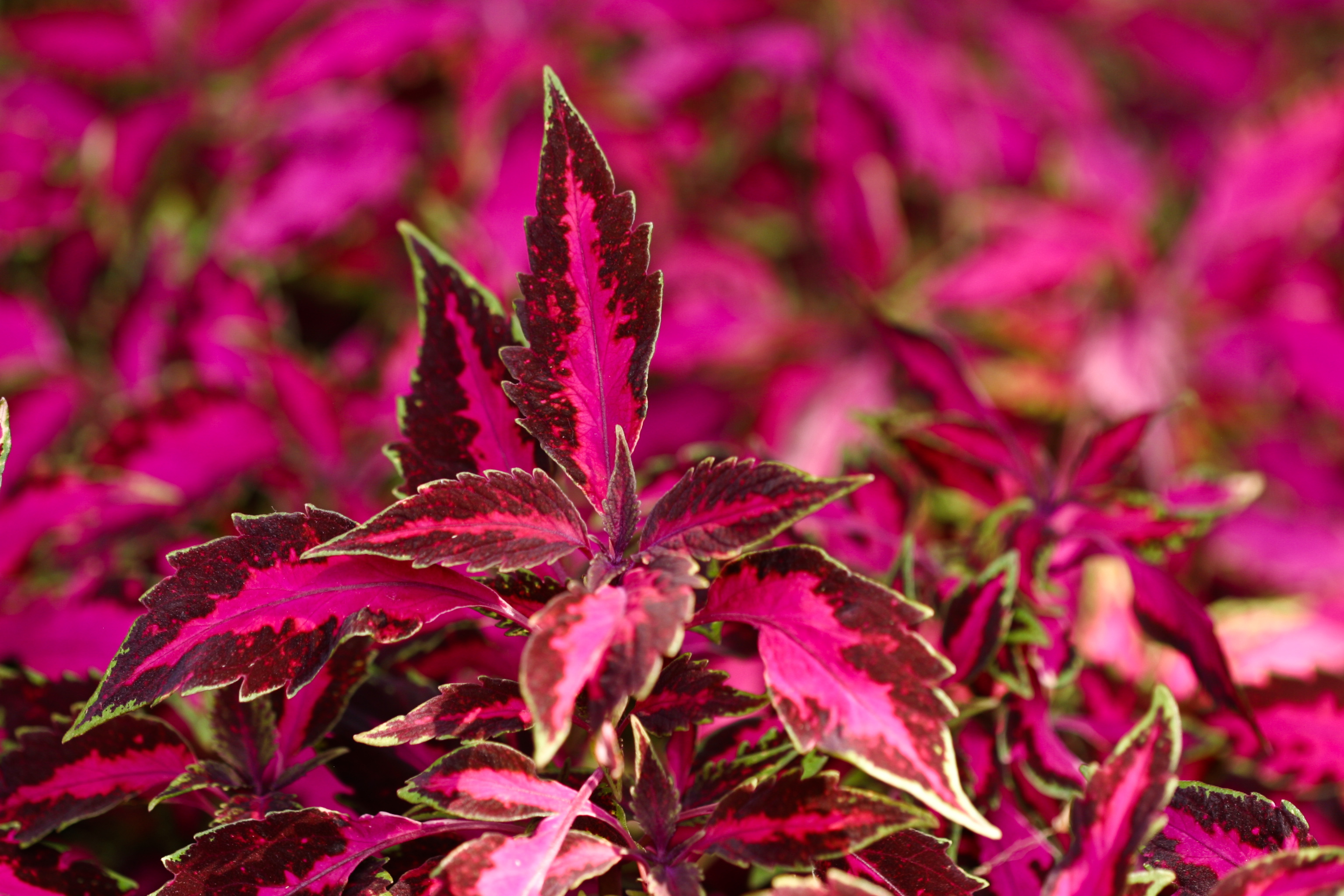
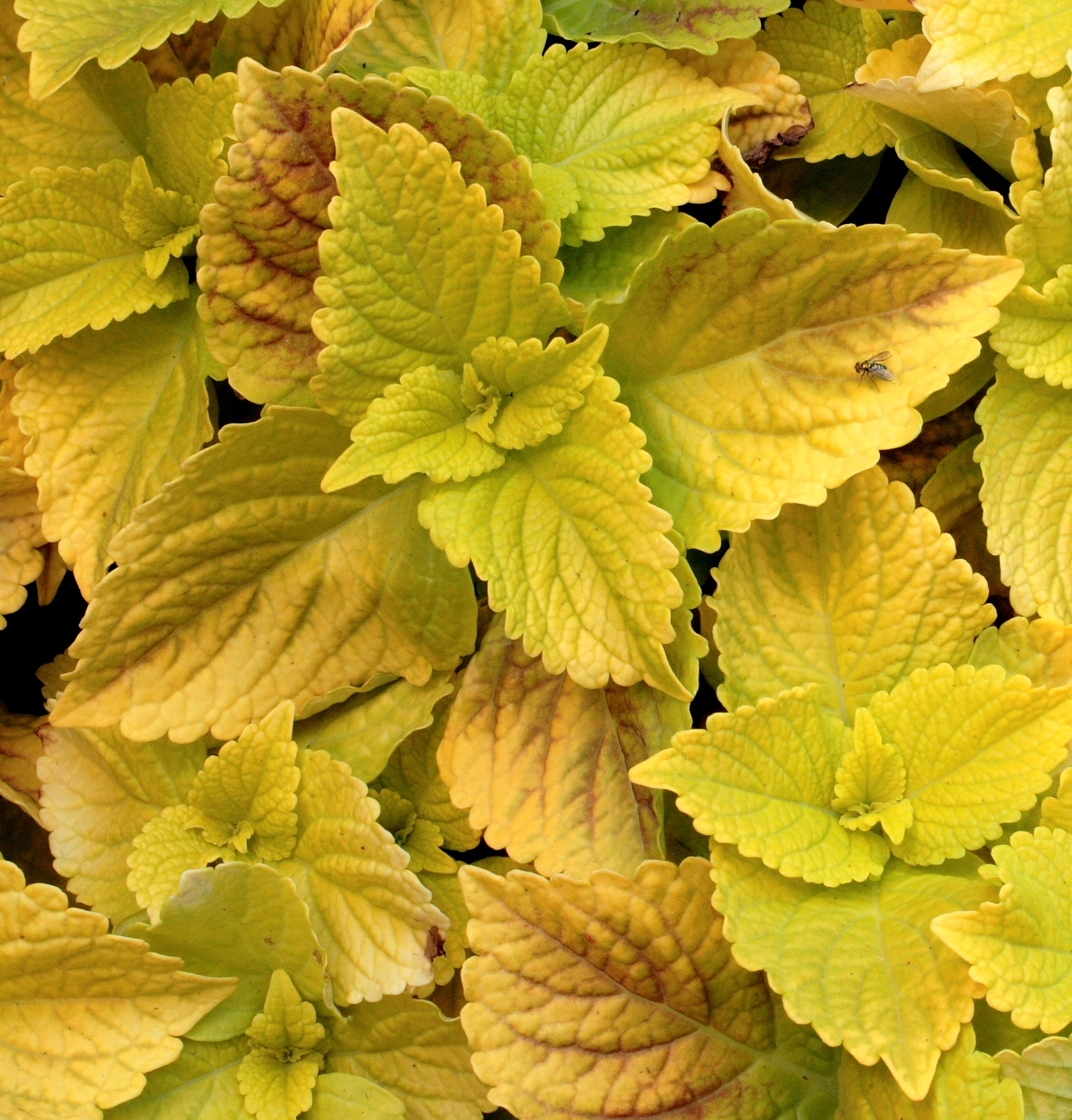
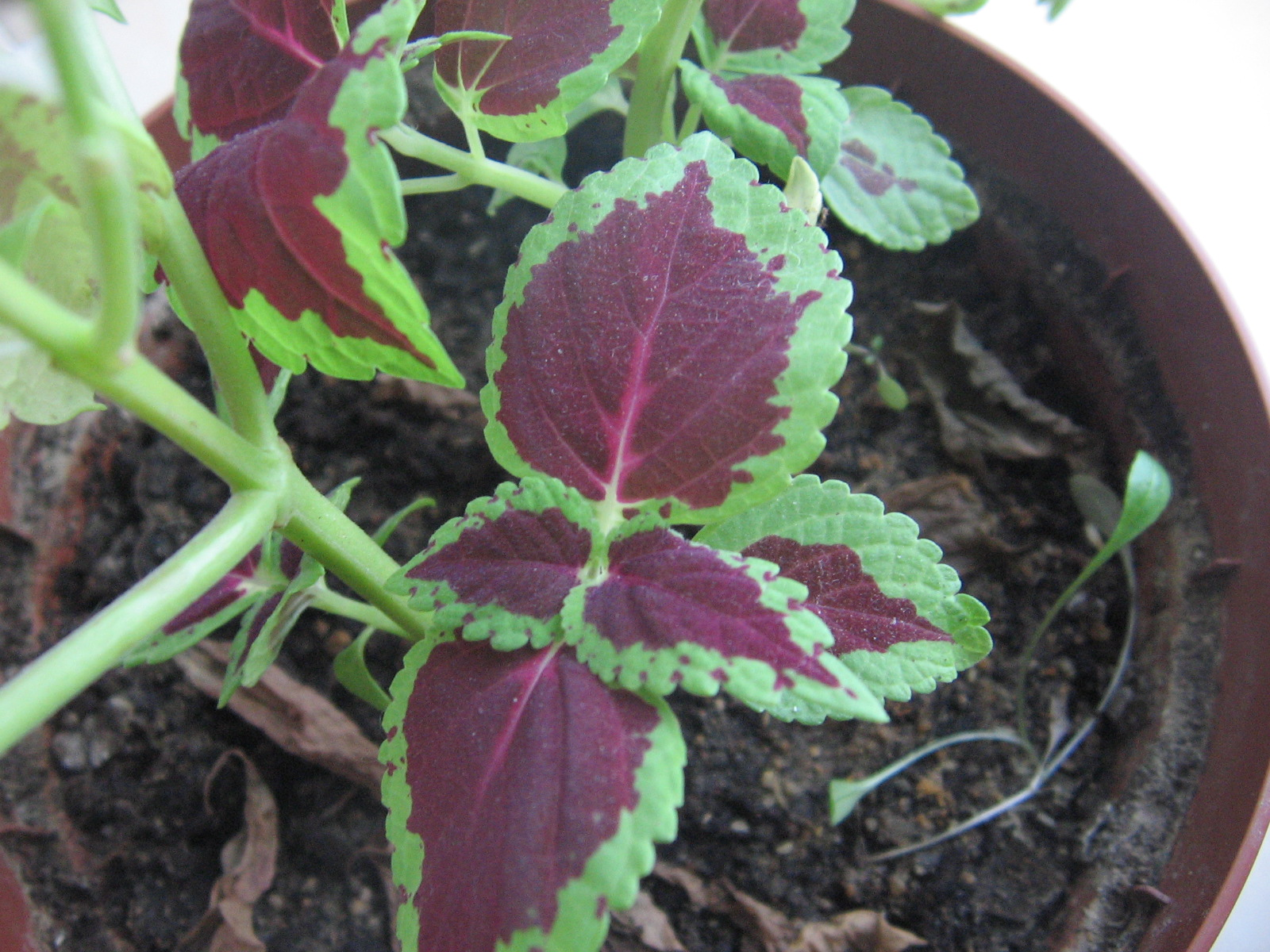
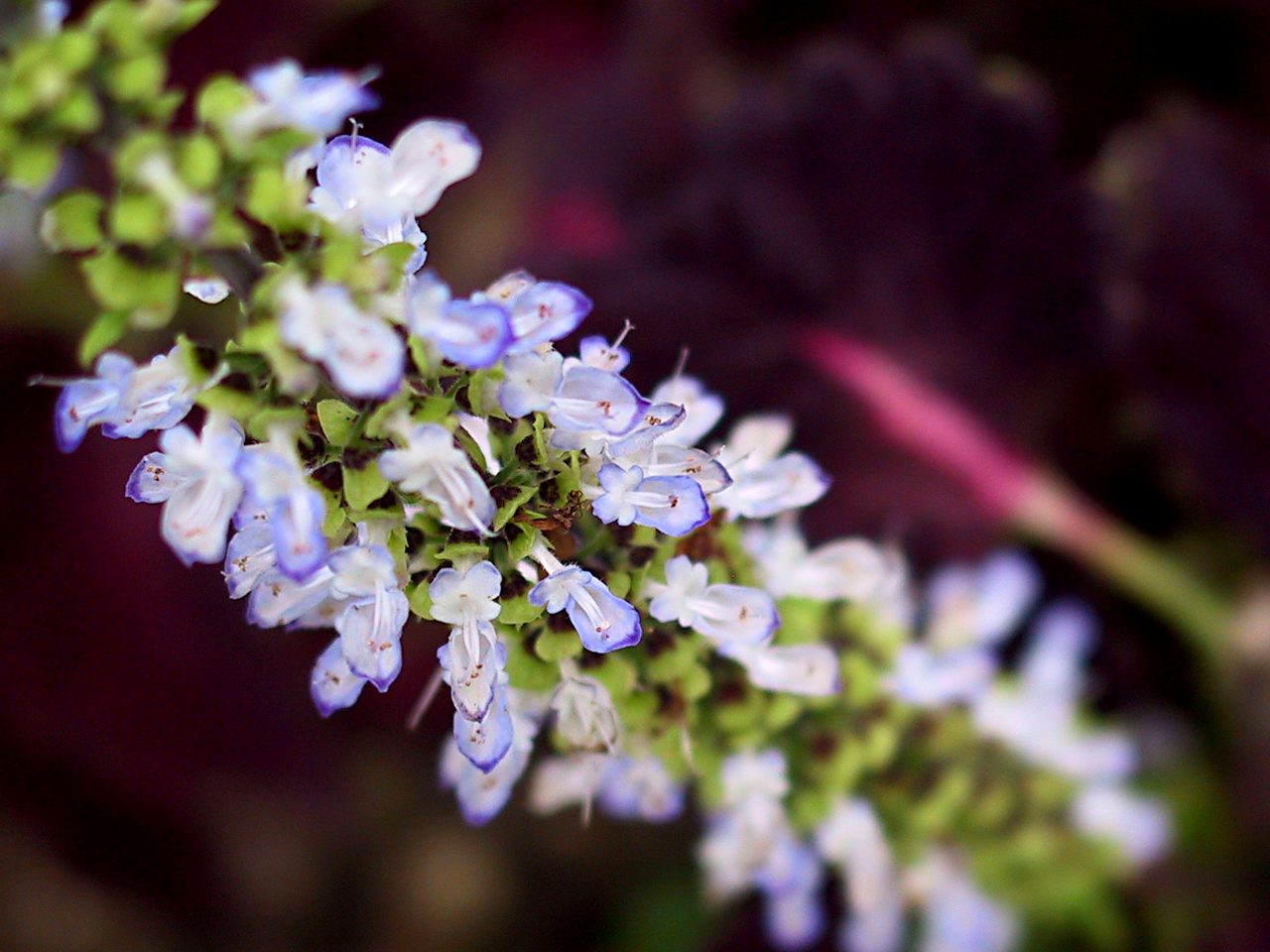
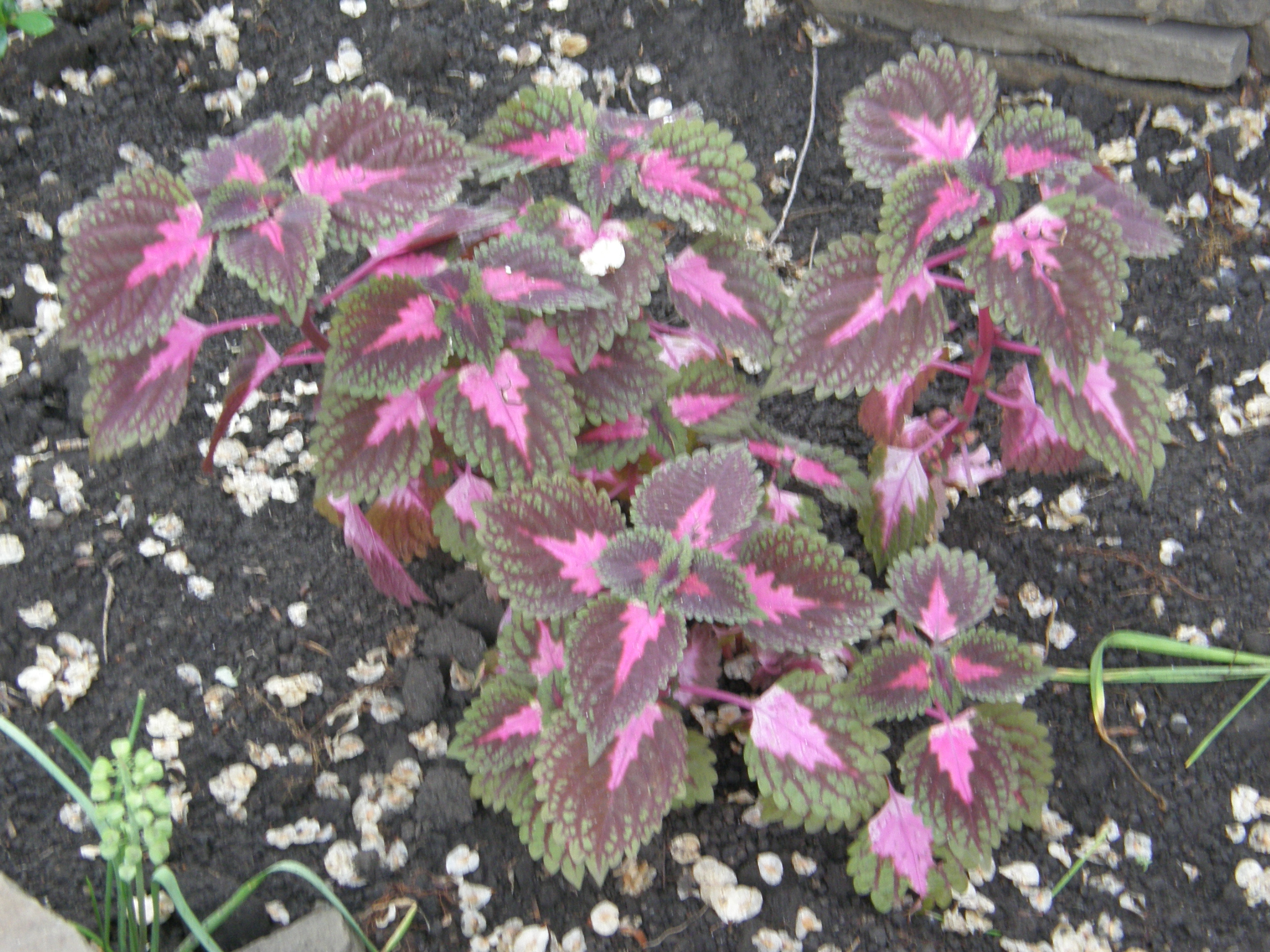
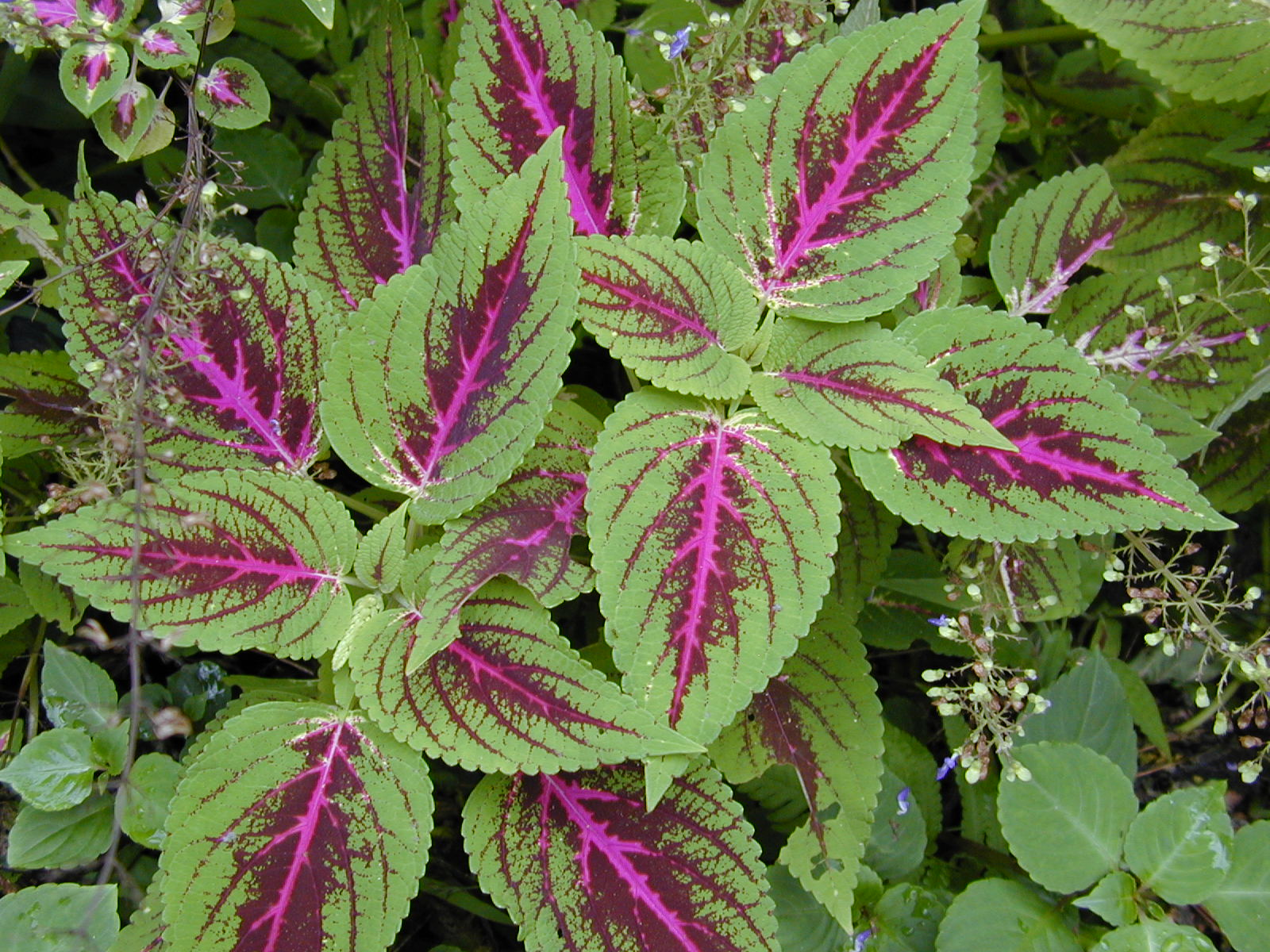
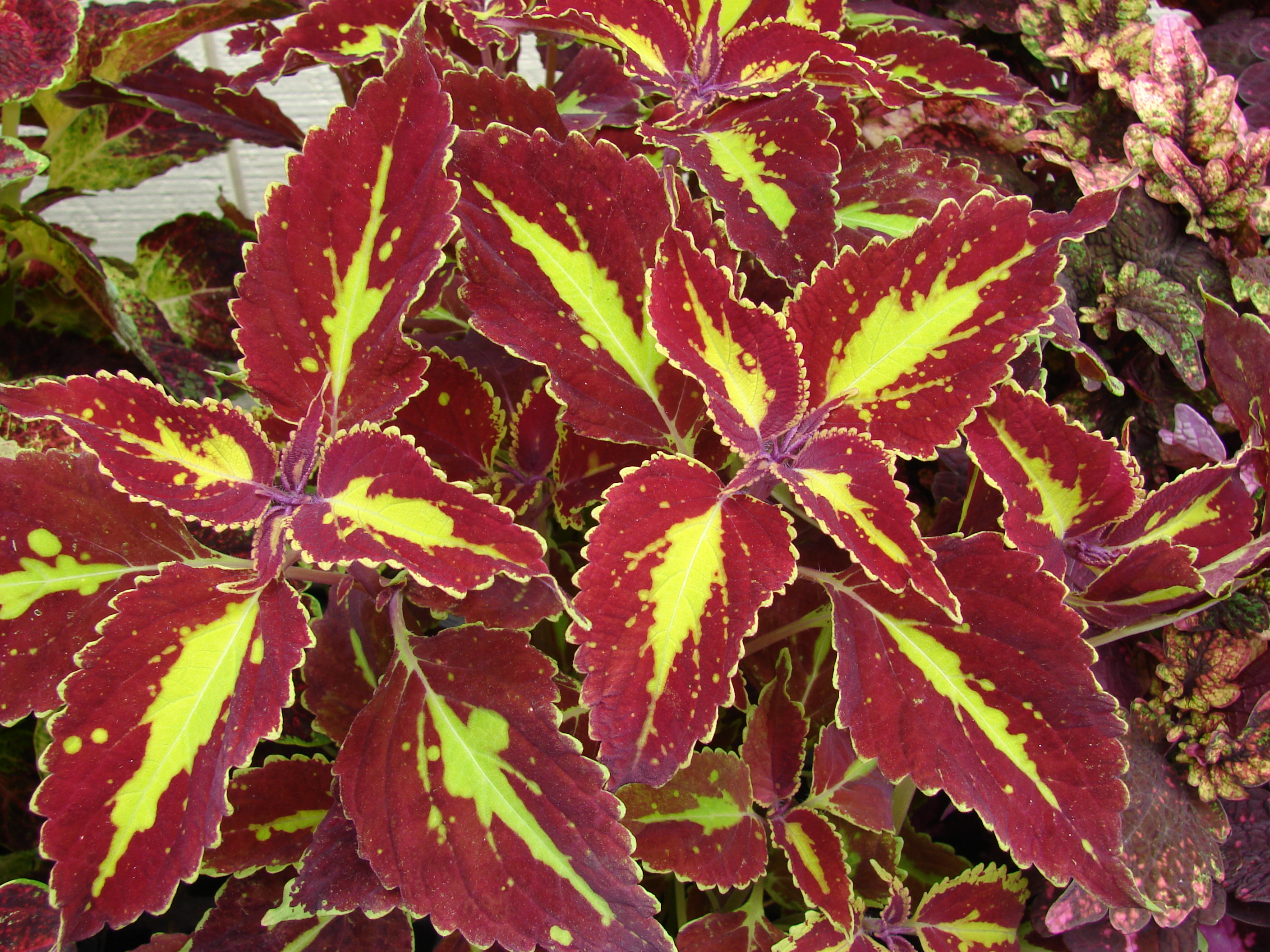
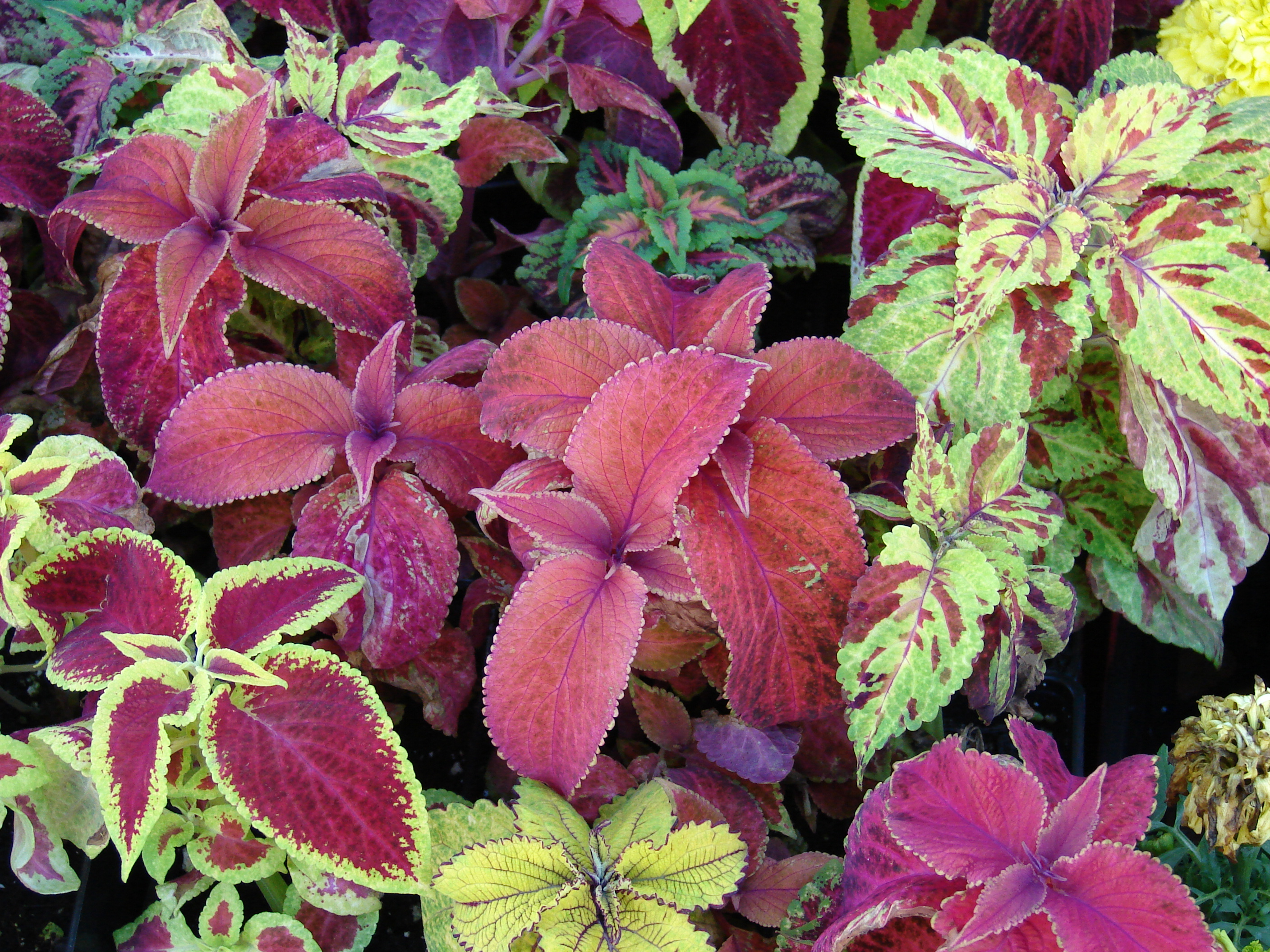
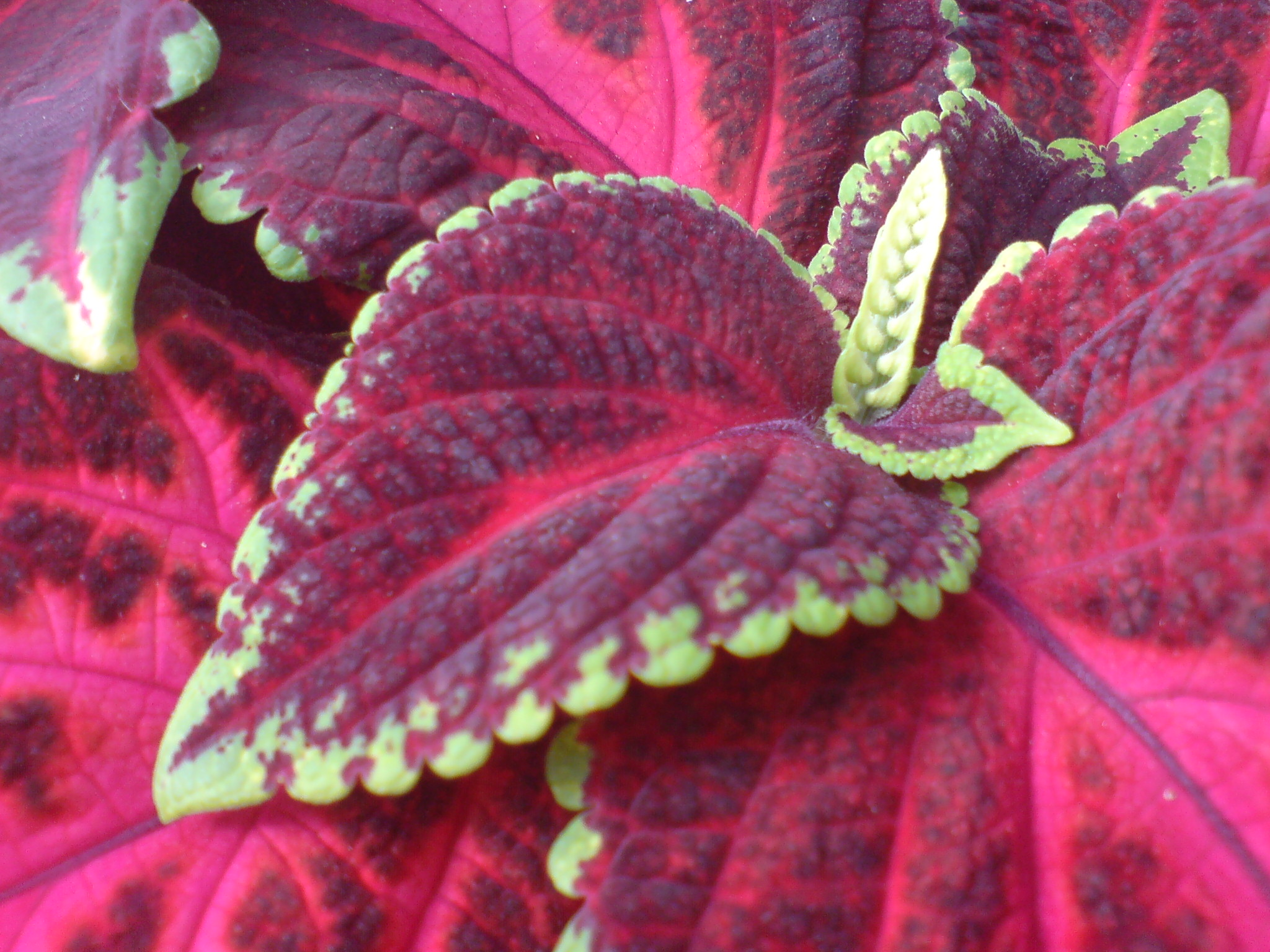
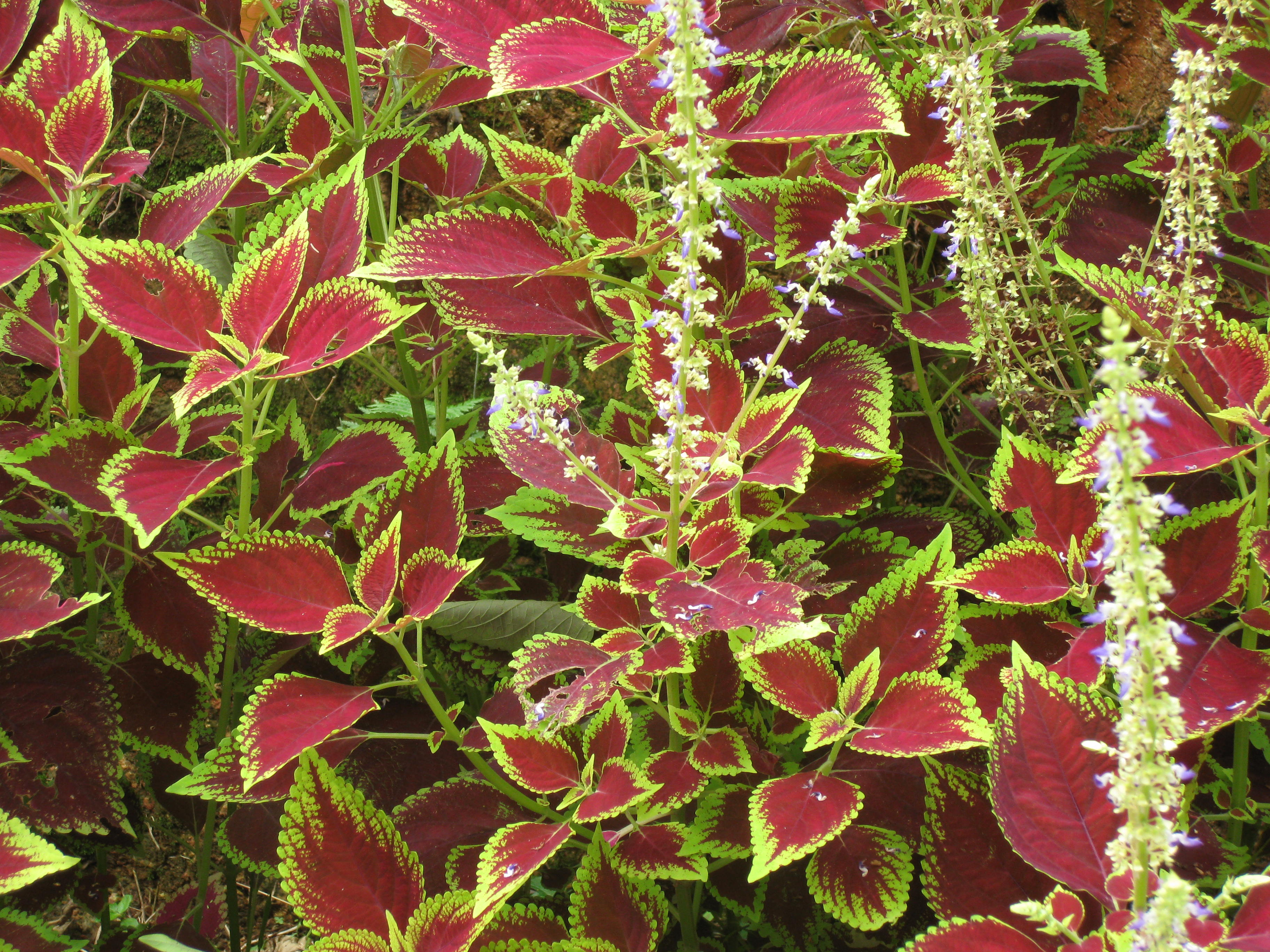